# 5.º Regimento das Forças Especiais da Eslováquia

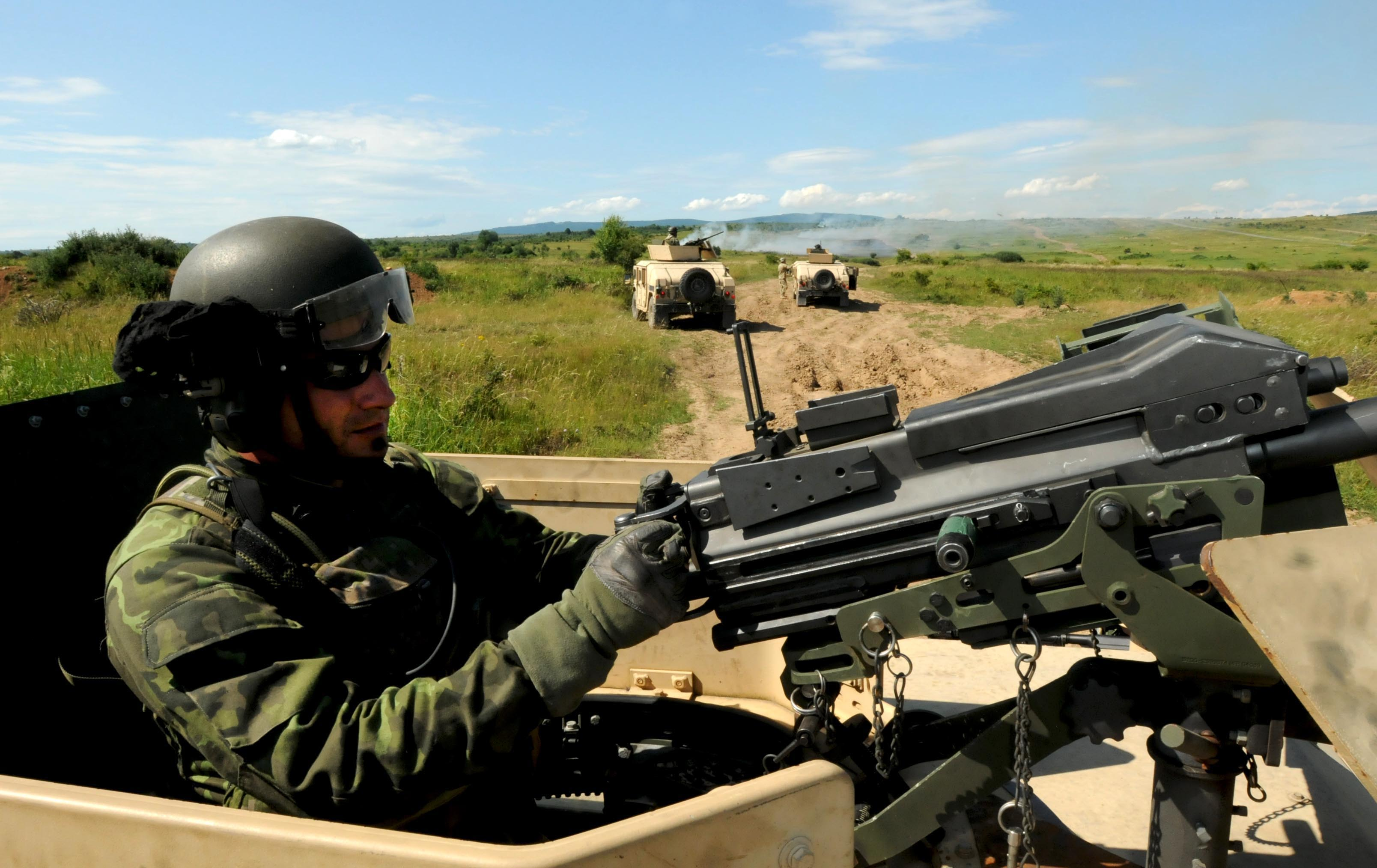
Um militar das forças especiais eslocavas.

O 5. Pluk Špecialneho Určenia 5. PŠU (5º Regimento das Forças Especiais), é a Zilina unidade de antiterrorismo e a força especial da Eslováquia. A unidade está directamente ligada ao Estado-Maior das Forças Armadas da Eslováquia, mas trabalha para o Conselho de Reconhecimento Operacional.